# زمین‌لرزه ۱۹۵۴ فیلیپین
زمین‌لرزه فیلیپین  در تاریخ ۲ ژوئیه ۱۹۵۴ میلادی، برابر با ‎۱۱ تیر ۱۳۳۳، ساعت ۲:۴۵:۰۹ به زمان یوتی‌سی در فیلیپین رخ داد. بزرگی آن ۶٫۸ در مقیاس Ms اعلام شده‌است. زمین‌لرزه به وقت محلی در روز جمعه، ساعت ۱۰ روی داده و منطقه زمانی آن یوتی‌سی +۸ بوده‌است .
سازمان زمین‌شناسی آمریکا نیز جای این زمین‌لرزه را در مختصات ۱۳°۰۰′شمالی ۱۲۳°۵۴′شرقی / ۱۳°شمالی ۱۲۳٫۹°شرقی و بزرگی آنرا برابر با ۶٫۸ در مقیاس ریشتر اعلام کرده‌است. 
شمار کشتگان زلزله حدود ۲۲ نفر بوده‌است.تعداد زخمیان ۱۰۰ نفر برآورده شده‌است.